# Mîkola Milcev
Mîkola Milcev (în ucraineană Микола Мільчев; n. 3 noiembrie 1967, Odesa, RSS Ucraineană, URSS) este un trăgător de tir ce a reprezentat Ucraina, medaliat olimpic. A participat la 4 ediții ale Jocurilor Olimpice (2000, 2004, 2008, 2016) în care a câștigat o medalie de aur.